# Большая Черемшанка (Иркутская область)
Больша́я Черемша́нка — посёлок в Усольском районе Иркутской области России. Входит в состав Раздольинского муниципального образования.

## География
Посёлок находится на расстоянии примерно 47 км к юго-западу от Белореченского, административного центра района.

## Население
| 2002 | 2010 | 2011 | 2012 |
| ---- | ---- | ---- | ---- |
| 94   | ↗101 | →101 | ↘99  |

### Половой состав
По данным Всероссийской переписи, в 2010 году в посёлке проживал 101 человек (51 мужчина и 50 женщин).